# ملی‌گرایی سفیدپوستی
ملی‌گرایی سفیدپوستی نوعی ملی‌گرایی یا ملی‌گرایی پان است که بر این عقیده است که سفیدپوستان یک نژاد هستند و خواهان توسعه و حفظ یک هویت ملی سفیدپوستی است. هواداران آن علاقه‌مند به مفهوم ملت سفیدپوست هستند. ملی گرایان سفیدپوستی در پی تضمین بقای (آنچه آنان) نژاد سفید (می‌دانند) و فرهنگ‌های کشور به طور تاریخی سفیدپوست هستند. آنان معتقدند که مردم سفیدپوست باید اکثریت خود را در کشورهای با اکثریت سفیدپوست حفظ کنند، و این که فرهنگ آنان باید از همه بالاتر باشد. بسیاری از ملی‌گرایان سفیدپوستی بر این باورند که اختلاط نژادی، چندفرهنگی بودن، مهاجرت غیرسفیدپوستان و نرخ باروری پایین در میان سفیدپوستان نژاد سفید را تهدید می‌کند، و برخی استدلال می‌کنند منجر به نسل‌کشی سفیدپوستان می‌شود.